# Filmes de 1952 da Monogram Pictures

## Filmes do ano
| Título                         | Estrelado por     | Dirigido por      | Gênero   |
| ------------------------------ | ----------------- | ----------------- | -------- |
| African Treasure               | Johnny Sheffield  | Ford Beebe        | Aventura |
| Aladdin and His Lamp           | Patricia Medina   | Lew Landers       | Fantasia |
| Arctic Flight                  | Wayne Morris      | Lew Landers       | Aventura |
| Army Bound                     | Stanley Clements  | Paul Landres      | Ação     |
| Behind Southern Lines          | Guy Madison       | Thomas Carr       | Faroeste |
| Bomba and the Jungle Girl      | Johnny Sheffield  | Ford Beebe        | Aventura |
| Canyon Ambush                  | Johnny Mack Brown | Lewis Collins     | Faroeste |
| Dead Man’s Trail               | Johnny Mack Brown | Lewis Collins     | Faroeste |
| Desert Pursuit                 | Wayne Morris      | George Blair      | Faroeste |
| Fargo                          | Wild Bill Elliott | Lewis Collins     | Faroeste |
| Feudin’ Fools                  | The Bowery Boys   | William Beaudine  | Comédia  |
| Fort Osage                     | Rod Cameron       | Lesley Selander   | Faroeste |
| Gold Fever                     | John Calvert      | Leslie Goodwins   | Faroeste |
| Here Comes the Marines         | The Bowery Boys   | William Beaudine  | Comédia  |
| Hold That Line                 | The Bowery Boys   | William Beaudine  | Comédia  |
| Jet Job                        | Stanley Clements  | William Beaudine  | Drama    |
| Kansas Territory               | Wild Bill Elliott | Lewis Collins     | Faroeste |
| Man from the Black Hills       | Johnny Mack Brown | Thomas Carr       | Faroeste |
| Montana Incident               | Whip Wilson       | Lewis Collins     | Faroeste |
| Night Raiders                  | Whip Wilson       | Howard Bretherton | Faroeste |
| No Holds Barred                | The Bowery Boys   | William Beaudine  | Comédia  |
| Rodeo                          | Jane Nigh         | William Beaudine  | Ação     |
| Sea Tiger                      | John Archer       | Frank McDonald    | Suspense |
| Texas City                     | Johnny Mack Brown | Lewis Collins     | Faroeste |
| The Ghost of Crossbones Canyon | Guy Madison       | Frank McDonald    | Faroeste |
| The Gunman                     | Whip Wilson       | Lewis Collins     | Faroeste |
| The Rose Bowl Story            | Marshall Thompson | William Beaudine  | Drama    |
| The Steel Fist                 | Roddy McDowall    | Wesley Barry      | Drama    |
| The Yellow-Haired Kid          | Guy Madison       | Frank McDonald    | Faroeste |
| Trail of the Arrow             | Guy Madison       | Thomas Carr       | Faroeste |
| Waco                           | Wild Bill Elliott | Lewis Collins     | Faroeste |
| Wagons West                    | Rod Cameron       | Ford Beebe        | Faroeste |
| Wild Stallion                  | Ben Johnson       | Lewis Collins     | Faroeste |
| Wyoming Roundup                | Whip Wilson       | Thomas Carr       | Faroeste |
| Yukon Gold                     | Kirby Grant       | Frank McDonald    | Aventura |